# Янкулешть (Сату-Маре)
Янкулешть, Янкулешті (рум. Ianculești) — село у повіті Сату-Маре в Румунії. Адміністративно підпорядковане місту Карей.
Село розташоване на відстані 454 км на північний захід від Бухареста, 38 км на південний захід від Сату-Маре, 130 км на північний захід від Клуж-Напоки.

## Населення
За даними перепису населення 2002 року у селі проживала 401 особа, усі — румуни. Усі жителі села рідною мовою назвали румунську.